# Campionats del món de ciclocròs de 1955
Els Campionats del món de ciclocròs de 1955 foren la sisena edició dels mundials de la modalitat de ciclocròs i es disputaren el 6 de març de 1955 a Saarbrücken, Sarre. La competició consistí en una única cursa masculina.

## Resultats
| Prova                | Or                       | Or         | Plata               | Plata | Bronze                    | Bronze |
| Cursa elit masculina | André Dufraisse · França | 1h 04' 35" | Hans Bieri · Suïssa | + 18" | Amerigo Severini · Itàlia | + 19"  |

## Classificació de la prova masculina elit
| Pos. | Ciclista         | País   | Temps      |
| ---- | ---------------- | ------ | ---------- |
|      | André Dufraisse  | França | 1h 04' 35" |
|      | Hans Bieri       | Suïssa | + 18"      |
|      | Amerigo Severini | Itàlia | + 19"      |
| 4    | Pierre Jodet     | França | + 2' 36"   |
| 5    | Dante Benvenutti | Itàlia | + 2' 56"   |
| 6    | Roger Rondeaux   | França | + 3' 18"   |
| 7    | Gérard Durand    | França | + 3' 37"   |
| 8    | Mario Rossi      | Itàlia | + 3' 49"   |
| 9    | Lothar Friedrich | Sarre  | + 4' 38"   |
| 10   | Herbert Ebbers   | RFA    | + 5' 02"   |

## Medaller
| Posició | País   | Or | Plata | Bronze | Total |
| 1       | França | 1  | 0     | 0      | 1     |
| 2       | Itàlia | 0  | 1     | 0      | 1     |
| 3       | Suïssa | 0  | 0     | 1      | 1     |